# Acorn Electron

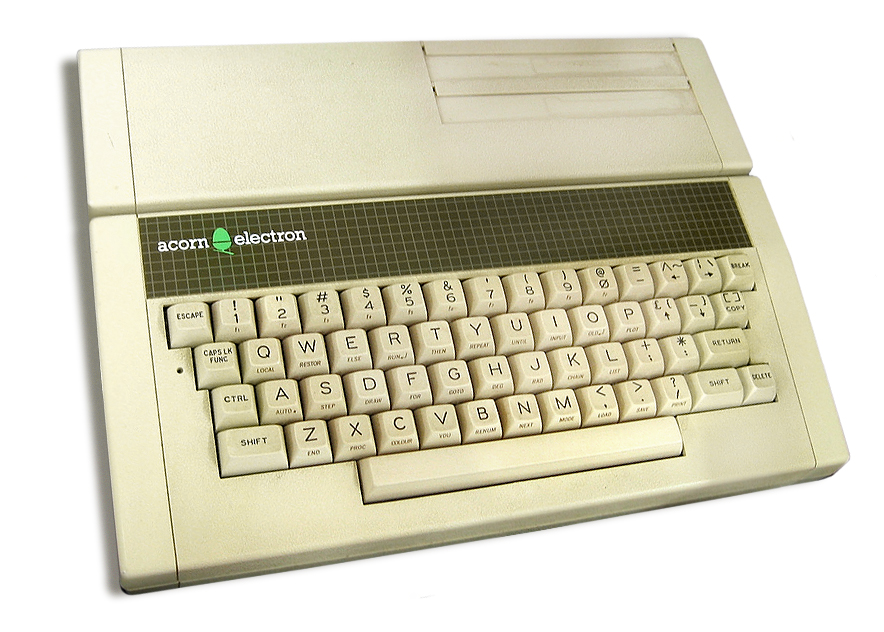
Acorn Electron mit Plus 1

Der Acorn Electron war eine preisgünstige Version des BBC Micro Lern- und Heimcomputers, die von Acorn hergestellt wurde. Er war mit 32 KB RAM ausgestattet und sein ROM enthielt BBC BASIC und das Betriebssystem.
Der Electron nutzte Audiokassetten, um Programme zu laden und zu speichern. Dazu wurde ein Konverterkabel beigefügt, das bei passenden Buchsen den Anschluss an einen Standard-Kassettenrekorder ermöglichte. Der Computer konnte einfache Grafik auf einem Fernsehgerät, einem RGB-Monitor oder einem Grünmonitor ausgeben.
In seiner Hochzeit war der Electron der dritthäufigste Mikrocomputer im Vereinigten Königreich, und es wurden insgesamt mehr Spiele verkauft als für den BBC Micro. Es gibt mindestens 500 bekannte Spiele für den Electron.
Die Hardware des BBC Micro wurde im Wesentlichen in einem einzigen Chip integriert, der von Acorn entwickelt und auf Basis eines angepassten ULA realisiert wurde. Wegen des Designs ergaben sich Einschränkungen bei den Fähigkeiten, wie zum Beispiel bei der Beschränkung der Tonausgabe auf einen Kanal, während dem BBC Micro drei Kanäle (und einer für Rauschen) zur Verfügung standen. Darüber hinaus konnte er keinen Teletext-Modus bieten.
Das ULA steuerte den Speicherzugriff und konnte 32 KB × 8 Bits RAM adressieren, wobei 4 Stück 64 KB × 1-Bit RAM-Chips vom Typ 4164 verwendet wurden. Dadurch, dass zwei Zugriffe auf jeden Chip (statt nur einem) notwendig waren, und weil die Video-Hardware ebenfalls auf den Speicher zugreifen musste, war das Lesen und Schreiben im RAM langsamer als beim BBC Micro. Während reine ROM-Anwendungen gleich schnell liefen, gab es bei Anwendungen mit RAM-Zugriff deutliche Geschwindigkeitseinbußen.

## Geschichte
Der Electron wurde im Laufe des Jahres 1983 als kleiner kostengünstiger Bruder des BBC Micro entworfen. Ziel war es, das Niedrigpreissegment für das Weihnachtsgeschäft zu sichern. Auch wenn es Acorn gelungen war, praktisch den gleichen Funktionsumfang des BBC Micro in nur einem Chip anzubieten, waren aufgrund von Herstellungsproblemen nur wenige Einheiten für das Weihnachtsgeschäft verfügbar.
Von diesem Rückschlag erholten sich die Verkäufe nie vollständig, auch wenn letztendlich mehr Spiele für den Electron als für den BBC Micro verkauft wurden. Nach der Beteiligung von Olivetti im Jahr 1985 an Acorn wurde der Electron praktisch kaltgestellt.
Im Nachhinein wird deutlich, dass der Speicher des Electron zu klein war. Einem Programm standen nur etwa 20 KB zur Verfügung, nachdem der Grafikspeicher abgezogen wurde. Auch konnte es der Electron nicht mit der Verarbeitungsgeschwindigkeit eines Sinclair ZX Spectrum oder Commodore 64 aufnehmen. Dennoch wurden viele Funktionen, die später mit dem BBC Master und Archimedes verbunden wurden, erstmals durch Erweiterungsmodule für den Electron geboten. Beispiele dafür sind ROM-Steckmodule und das Advanced Disc Filing System, das eine Weiterentwicklung des Disc Filing System für den BBC Micro war.
Auch wenn der Electron im Vergleich zu seinen Konkurrenten wie Spectrum, Commodore 64, Amstrad CPC oder dem BBC Micro für wenig erfolgreich gehalten wird, waren die Verkaufszahlen so gut, dass neue Software bis in die frühen 1990er erhältlich war. Das bedeutet, dass der Electron eine Lebensspanne hatte, die nicht kleiner als die von beliebtereren Mikrocomputern war.

## Beliebte Aufrüstungen

### Acorn Plus 1
Mit der Ausführung Acorn Plus 1 wurden zwei ROM-Slots, ein Analoginterface und ein Parallelport verfügbar. Das Analoginterface wurde meist zum Anschluss von Joysticks genutzt, der Parallelport üblicherweise für Drucker.
Der Zugriff auf den ROM-Speicher war unabhängig vom Grafikmodus mit 2 MHz getaktet. Dadurch konnten Programme, die auf ROM verfügbar waren, theoretisch doppelt so schnell ausgeführt werden wie Programme, die auf Band oder Diskette verbreitet wurden. Dennoch wurden alle Spiele, die auf ROM veröffentlicht wurden, als 'serielle ROMs' geliefert, von denen der Rechner die Programme wie von Band las. Dies hatte zwar den Vorteil, dass Programme nicht an ihre neue Speicheradresse angepasst werden mussten, brachte allerdings auch keine Erhöhung der Geschwindigkeit.

### Acorn Plus 3
Das Acorn Plus 3 war ein Hardwaremodul, das unabhängig vom Plus 1 verbunden wurde und eine Anschlussmöglichkeit für ein 3½”-Diskettenlaufwerk bot. Das Laufwerk wurde über einen WD1770-Controller von Western Digital sowie über ein ROM für das ADFS ermöglicht. Weil der Controller auch mit einfacher Speicherdichte umgehen konnte und dasselbe vom IBM360 abgeleitete Diskettenformat wie der Intel 8271 im BBC Micro nutzte, war es mit einem Austausch-ROM möglich, das Dateisystem DFS zu nutzen.

### First Byte Joystick Interface

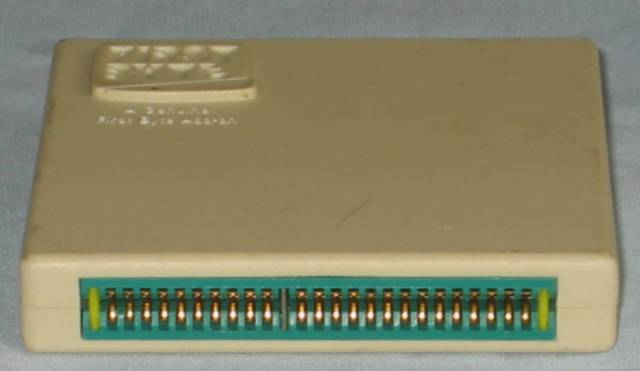
Anschluss computerseitig

Als Spielcomputer war der Electron so wie der Sinclair Spectrum zunächst wenig tauglich, da ihm ein Joystick-Port fehlte. Daher bot die Firma First Byte Computers eine bald sehr beliebte Schnittstelle einschließlich Software an, die es erlaubte, einen Joystick mit einer Mehrzahl der verfügbaren Programme zu nutzen. Eine aktuelle Alternative bietet das ElkSD128.

### Slogger Switched Joystick Interface
Dieses ROM-Steckmodul erfordert einen aufgerüsteten Electron und läuft damit auch mit Spielen von Diskette. Die Funktion ADVAL wird direkt unterstützt. Zur Konfiguration dient der Befehl *JOYSTICK.

### P.R.E.S. Advanced Plus 3

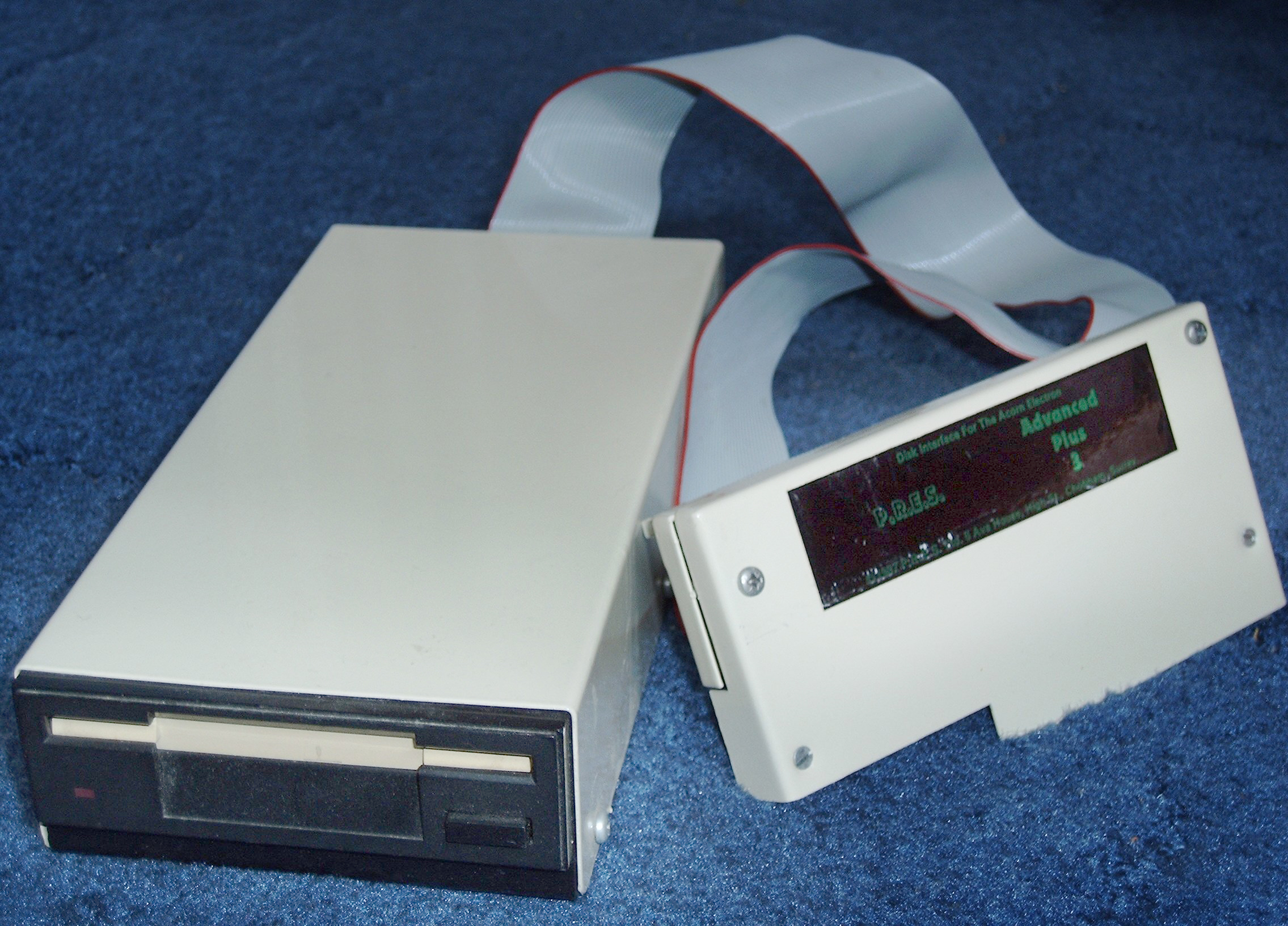
P.R.E.S. Advanced Plus 3 mit einem 3½”-Laufwerk

Das Advanced Plus 3 war dem Acorn Plus 3 sehr ähnlich wurde aber als ROM-Steckmodul für den Plus 1 mit einem angeschlossenen Verbindungsstecker für ein Diskettenlaufwerk angeboten. So war es möglich, ein 5¼”-Diskettenlaufwerk anzuschließen, wie es von Nutzern des BBC Micro eingesetzt wurde, oder eines der eher üblichen 3½”-Laufwerke.

### Slogger/Elektuur Turbo Board
Die Slogger und Elektuur Turbo Boards entstanden aus einem Hack, der von Acorn erdacht wurde. Indem die unteren 8 KB RAM außerhalb des Zugriffs des ULA gelegt wurden, lag die Zugriffsgeschwindigkeit der CPU auf diesen Bereich immer bei 2 MHz. Der Grafikspeicher konnte jedoch nicht in diese 8 KB gelegt werden. Meist legten die Betriebssystem-ROMs den Grafikspeicher in die oberen 24 KB, so dass lediglich 2 % der Software inkompatibel waren.
Das Slogger Turbo Board war ein professionell hergestelltes Aufrüstungsmodul. Die Anpassungen für das Elektuur-Board wurden in der niederländischen Elektronikzeitschrift Elektuur (der niederländischen Mutterausgabe der Elektor) beschrieben und konnten von Lesern nachgebaut werden.
Für Rechner, die vom 6502 abgeleitet sind, war die Beschleunigung des Zugriffs auf den unteren Speicherbereich besonders vorteilhaft, da der Prozessor eine schnellere Adressierungsart für die ersten 256 Bytes bietet. Daher wurden Variablen, die für zeitkritische Operationen benötigt wurden, üblicherweise in diesen Bereich gelegt.

### Slogger Master RAM Board
Das Slogger Master RAM Board war eine Weiterentwicklung des Turbo Boards und bot als zusätzliche Funktion die Möglichkeit, den Electron mit 32 KB Shadow-RAM zuzüglich zu den bereits vorhandenen 32 KB zu betreiben.
Durch geschickte Manipulation des Befehlszählers war es möglich, dass die normalen System ROMs und Software, die die Betriebssystemaufrufe nutze, ohne umfangreiche Änderungen eingesetzt werden konnten. Dadurch war mehr Speicher für BASIC, View, Viewsheet und andere Geschäftsanwendung verfügbar. Die Modifikation stellte zusätzlichen Speicher bereit, so dass auch einige Spiele und Anwendungen für den BBC Micro lauffähig waren, auch wenn dem Electron ein nativer Mode 7 zur Darstellung fehlte.
Anwendungen konnten auf den Grafikspeicher nicht ohne Änderungen des Programmcodes zugreifen. Daher war die Erweiterung mit den meisten Spielen inkompatibel, auch wenn es keinen Grund gab, ein Spiel zu so programmieren, dass es im Shadow-Modus funktioniert.
In der Phase des Abschwungs wurden jedem Electron Master RAM Boards beigelegt um die Verkaufszahlen zu erhöhen.

### Jafa Systems Mode 7 Display Unit
Eine der Eigenschaften des BBC Micro, die dem Electron fehlte, war der Teletext Mode 7. Das Fehlen dieses Modus verwundert angesichts der geringen Speicherbelegung von unter 1 KB in diesem Modus und der großen Zahl der BBC-Micro-Programme, die diesen Modus nutzten. Die Firma Jafa Systems bot einige Lösungen an, um den fehlenden Modus nachzurüsten oder wenigstens zu emulieren.
Die einfachste Lösung war ein reines Softwaresystem, das als ROM-Modul ausgeliefert wurde und im Grafikmodus eine Näherung des Mode 7 zeichnete – wenn auch in niedriger Auflösung. Auch wenn dieser Ansatz preiswert und effektiv war, um einigen Programmen die Textausgabe im Mode 7 über offizielle Einsprungpunkte zu ermöglichen, war diese Lösung auch sehr langsam. Dies lag unter anderem daran, dass die Näherung durch die CPU des Electron berechnet werden musste, was bei einem nativen Modus wie beim BBC Micro entfällt. Auch war der notwendige Speicher mit 20 KB deutlich größer.
Es gab auch zwei Lösungen mit zusätzlicher Hardware. Die erste basierte auf dem Grafikprozessor SAA5050, den der BBC Micro im Mode 7 einsetzte. Die Lösung bestand zudem aus einem Softwareteil, der sicherstellte, dass der Prozessor mit den notwendigen Grafikdaten versorgt wurde. Das ULA griff dabei weiterhin auf den Grafikspeicher zu während der SAA5050 diese Daten auslas und eine Mode-7-Interpretation der Daten lieferte. Der Hardwareteil schaltete bei Bedarf zwischen der Grafikausgabe des Electron und des Moduls um.
Der Nachteil dieses Systems bestand darin, dass der SAA5050 wiederholt mit denselben 40 Byte Daten pro Bildzeile und Zeichenzeile versorgt werden musste, während das ULA einen anderen Satz von 40 Bytes pro Bildzeile las, um die Darstellung im nativen Modus zu ermöglichen. Der Softwareteil umging dieses Problem, indem die Daten für die Mode-7-Darstellung im Speicher dupliziert wurden. Es gab dadurch kaum Leistungseinbußen bei der Darstellung im Mode 7, die qualitativ mit der des BBC Micro identisch war. Die Lösung benötigte aber 10 KB Speicher und war nur kompatibel zu Programmen, die die ROM-Routinen zur Ausgabe von Text und Grafik nutzten.
Eine zweite Version der Hardwarelösung beseitigte diese Probleme. Dazu wurde ein Motorola 6845 (CRTC)
hinzugefügt. Die Lösung basierte damit vollständig auf Hardware, hatte keinen negativen Einfluss auf die Ausführungsgeschwindigkeit und nutzte nur 1 KB Speicher für die Grafikausgabe. Es gab zwar weiterhin ein Software-ROM, das aber lediglich das Hardware-ROM so erweiterte, dass es in den Mode 7 wechseln konnte.

## Merlin M2105
Eine ungewöhnliche Variante des Electron wurde von British Telecom Business Systems als BT Merlin M2105 Communications Terminal angeboten. Dabei handelte es sich um einen Electron, bei dem das Typenschild entfernt und der mit einem umfangreichen Erweiterungsmodul versehen wurde. Diese Erweiterung bestand aus zusätzlichen 32 KB RAM und 48 KB ROM, einem Centronics-Anschluss für Drucker und einem Modem. Die Firmware des ROM ermöglichte die Kommunikation über das Modem. Die Terminals wurden mehr als zehn Jahre lang vom Interflora Floristen-Netzwerk im Vereinigten Königreich eingesetzt.

## Technische Daten

### Hardware
- CPU: MOS Technology 6502
- Taktfrequenz: Der Prozessor hat beim Zugriff auf das ROM eine Taktfrequenz von 2 MHz und beim Zugriff auf das RAM (je nach Grafikmodus) 1 MHz bzw. 0,5897 MHz. Die häufige (und falsche) Nennung einer Taktfrequenz von 1,79 MHz basiert auf Geschwindigkeitsvergleichen mit dem BBC Micro, der durchgängig mit 2 MHz getaktet war.
- Coprozessor: Ferranti Semiconductor Custom ULA
- RAM: 32 KB
- ROM: 32 KB
- Textmodi: 20×32, 40×25, 40×32, 80×25, 80×32. In Grafikmodi wurde die gesamte Textausgabe durch Software erzeugt.
- Grafikmodi: 160×256 (4 oder 16 Farben), 320×256 (2 oder 4 Farben), 640×256 (2 Farben), 320×200 (2 Farben, wobei nach je 8 Pixelzeilen zwei leere Zeilen ausgegeben wurden), 640×200 (2 Farben)
- Farben: 8 Farben (Kombination der RGB-Primärfarben) + 8 blinkende Versionen der Farben
- Ton: 1 Tonkanal, 7 Oktaven; eingebauter Lautsprecher. Softwareemulation des Noise-Kanals wird unterstützt.
- Maße: 16×34×6,5 cm
- Ports für Ein- und Ausgabe: Erweiterungsport, Anschluss für einen Tape-Rekorder (1200 baud, Variation des Kansas City Standard zur Kodierung von Daten), Antennenanschluss für den Fernseher (HF-Modulator), Ausgabe von Composite Video und für RGB-Monitore
- Stromversorgung: externes Netzteil, 18 V AC

### Eigenheiten
Wie der BBC Micro wurde der Electron wegen der geringen Speicherkapazität eingeschränkt. Von den 32 KB RAM wurden beim Start 3,5 KB für das Betriebssystem reserviert und mindestens 10 KB wurde als Puffer für den Grafikspeicher belegt.
Durch das Timing von Interrupts war es möglich, entweder die oberen 100 oder die unteren 156 Zeilen der Darstellung auszuschalten. Viele Spiele nutzten dies und speicherten nichtgrafische Daten in den ausgeschalteten Bereich, um den zusätzlichen Platz anders belegen zu können. Andere Spiele luden nichtgrafische Daten in den Bildschirmspeicher, so dass sie als Pixel mit scheinbar zufälligen Farben angezeigt wurden.
Die Hardware erlaubte Page-Flipping zur Erzeugung flüssiger Animationen. Der beschränkte Speicher zwang die meisten Anwendungen jedoch, ihre Ausgabe direkt in den Bildschirmspeicher zu schreiben, so dass es zu Flackern oder sichtbarem Neuzeichnen kam. Eine Ausnahme ist die Joe Blade-Serie von Players.

## Bekannte Spiele
Der Electron genoss im Gegensatz zum Commodore 64 oder dem Sinclair ZX Spectrum nicht die breite Unterstützung der großen Spielehersteller. Dennoch wurden viele Spiele für den Electron herausgegeben, besonders durch Hersteller von Spielen für den BBC Micro wie Acornsoft, Superior Software und Micro Power. Beliebte Spiele, die besonders mit dem Electron verbunden werden, sind:
- Starship Command (Acornsoft, 1983)
- Chuckie Egg (A'n'F, 1984)
- Elite (Acornsoft, 1984)
- die Repton Serie (Superior Software, 1985–1989)
- Thrust (Superior Software, 1986)
- Exile (Superior Software, 1988)

Viele beliebte Spiele wurden auch offiziell von Arcade-Automaten konvertiert. Dazu zählten Crystal Castles, Tempest, Commando, Paperboy und Yie Ar Kung-Fu. Spiele, die von anderen Heimcomputern konvertiert wurden, waren u. a. Impossible Mission, Jet Set Willy, The Way of the Exploding Fist, Tetris, The Last Ninja, Barbarian und SimCity.
Obwohl Acorn den Electron 1985 faktisch einstellte, wurden bis zum Jahr 1991 weiterhin Spiele für den Electron entwickelt und veröffentlicht. Zu den etwa 1400 Spielen, die für den Acorn Electron veröffentlicht wurden (davon 99 % auf Kassette) kamen noch tausende Programme, die als Public domain auf Diskette veröffentlicht wurden. Diese Disketten wurden unter anderem vom BBC PD, der Electron User Group und HeadFirst PD vertrieben.

## Emulation
Es gibt drei Emulatoren für den Rechner: ElectrEm für Windows/Linux/Mac OS X, Elkulator für Windows/DOS/Linux und den Multisystem-Emulator M.E.S.S. Software für den Electron wird überwiegend im UEF-Dateiformat archiviert.